# Гасюнас Наталія Антонівна
Наталія Антонівна Гасюнас (нар. 13 квітня 1957, Житомир) — радянська і українська шахістка, майстер спорту СРСР із шахів (1981), чемпіонка України 1981 року.
У складі команди Української РСР бронзовий призер Всесоюзної шахової олімпіади (1972).

## Біографія
Вихованка тренера М. Е. Тросмана. У 1972 році в Чернігові стала чемпіонкою СРСР з шахів серед дівчат. Двічі ставала срібною призеркою чемпіонатів України 1975 та 1977 років, а також бронзовою — у 1978 році.
У 1981 році стала чемпіонкою України. У тому ж році в Талліні разом з В. Козловською поділила перше місце в особистій першості ВЦРПС з шахів серед жінок. За ці досягнення отримала звання майстра спорту СРСР із шахів. Призером особистої першості ВЦРПС з шахів серед жінок була ще двічі: у 1985 році поділила друге — третє місце, а в 1986 році була другою. У 1972 році представляла команду Української РСР в першості СРСР між командами союзних республік з шахів, де виборола третє місце в командному заліку. У 1975 році у складі ДСТ «Авангард» стала переможницею 6-ї спартакіади УРСР (Одеса) разом з Бєлявським, Романишиним, Михайльчишиним, Грохотовим, Косиковим, Семеновою та Розенцвайг. У 1976 році представляла команду «Авангард» в розіграші командного Кубка СРСР Із шахів.
Закінчила фізико-математичний факультет Одеського державного університету імені В. І. Мечникова (нині Одеський національний університет імені І. І. Мечникова). Все життя викладала в одній зі шкіл Одеси, була завучем. Дружина міжнародного гросмейстера В'ячеслава Ейнгорна.

## Результати виступів у чемпіонатах України
| Рік  | Місце проведення | Турнір                 | Результат | + | — | = | Місце  |
| ---- | ---------------- | ---------------------- | --------- | - | - | - | ------ |
| 1971 | Львів            | 31-й чемпіонат України | ? з 11    |   |   |   | ?      |
| 1973 | Львів            | 33-й чемпіонат України | 7 з 11    | 5 | 2 | 4 | 7      |
| 1974 | Одеса            | 34-й чемпіонат України | 6½ з 11   |   |   |   | 7 — 9  |
| 1975 | Львів            | 35-й чемпіонат України | 5 з 7     |   |   |   | Silver |
| 1976 | Одеса            | 36-й чемпіонат України | 5½ з 8    | 3 | 0 | 5 | 4      |
| 1977 | Львів            | 37-й чемпіонат України | 6½ з 9    | 5 | 1 | 3 | Silver |
| 1978 | Харків           | 38-й чемпіонат України | 8 з 11    | 6 | 1 | 4 | Bronze |
| 1980 | Кіровоград       | 40-й чемпіонат України | 8 з 11    | 7 | 2 | 2 | 5      |
| 1981 | Рівне            | 41-й чемпіонат України | 9½ з 11   | 8 | 0 | 3 | Gold   |
| 1984 | Львів            | 44-й чемпіонат України | 8½ з 15   |   |   |   | 7      |
| 1986 | Миколаїв         | 46-й чемпіонат України | 6½ з 15   | 3 | 5 | 7 | 13     |